# Noumbiel
Le Noumbiel est une des 45 provinces du Burkina Faso, située dans la région du Sud-Ouest.

## Géographie

### Démographie
- En 1996, la province comptait 51 431 habitants recensés (18,30 hab./km2)[3],[4].
- En 1997, la province comptait 51 449 habitants estimés (18,31 hab./km2).
- En 2003, la province comptait 59 453 habitants estimés (21,16 hab./km2)[5].
- En 2006, la province comptait 70 036 habitants recensés (24,92 hab./km2)[6].
- En 2010, la province comptait 78 474 habitants estimés (27,93 hab./km2)[7].
- En 2019, la province comptait 98 883 habitants recensés (35,19 hab./km2)[2].

### Principales localités
Ne sont listées ici que les localités de la province ayant atteint au moins 1 000 habitants dans les derniers recensements (ou estimations de source officielles). Les données détaillées par ville, secteur ou village du dernier recensement général de 2019 ne sont pas encore publiées par l'INSD (en dehors des données préliminaires par département).
| Ville ou village | Coordonnées                 | Altitude | Population | Population  |
| Ville ou village | Coordonnées                 | Altitude | Rec. 1996  | Rec. 2006   |
| ---------------- | --------------------------- | -------- | ---------- | ----------- |
| Batié            | 9° 52′ 33″ N, 2° 55′ 10″ O  | m        | 5 877 hab. | 10 105 hab. |
| Bakon            | 9° 58′ 28″ N, 2° 54′ 30″ O  | m        | 926 hab.   | 1 365 hab.  |
| Diambilé         | 9° 41′ 23″ N, 2° 55′ 01″ O  | m        | 592 hab.   | 1 361 hab.  |
| Koulé            |                             | m        | 849 hab.   | 1 180 hab.  |
| Legmoin          | 10° 08′ 51″ N, 2° 54′ 14″ O | m        | 802 hab.   | 1 155 hab.  |
| Koudjo           |                             | m        | 670 hab.   | 1 134 hab.  |
| Zilatéon         |                             | m        | 564 hab.   | 1 093 hab.  |
| Téhéni-Sud       |                             | m        | 489 hab.   | 1 036 hab.  |

## Administration

### Chef-lieu et haut-commissariat
Batié est le chef-lieu de la province, administrativement dirigée par un haut-commissaire, nommé par le gouvernement et placé sous l'autorité du gouverneur de la région. Le haut-commissaire coordonne l'administration locale des préfets nommés dans chacun des départements de la province.
| Période        | Période  | Identité      | Fonction précédente  | Observation |
| -------------- | -------- | ------------- | -------------------- | ----------- |
| 8 juillet 2016 | En cours | M. Yaya Sanou | Administrateur civil | [ 1 ]       |

| Période        | Période  | Identité        | Fonction précédente  | Observation |
| -------------- | -------- | --------------- | -------------------- | ----------- |
| 8 juillet 2016 | En cours | M. Salif Traoré | Administrateur civil | [ 1 ]       |

### Départements ou communes

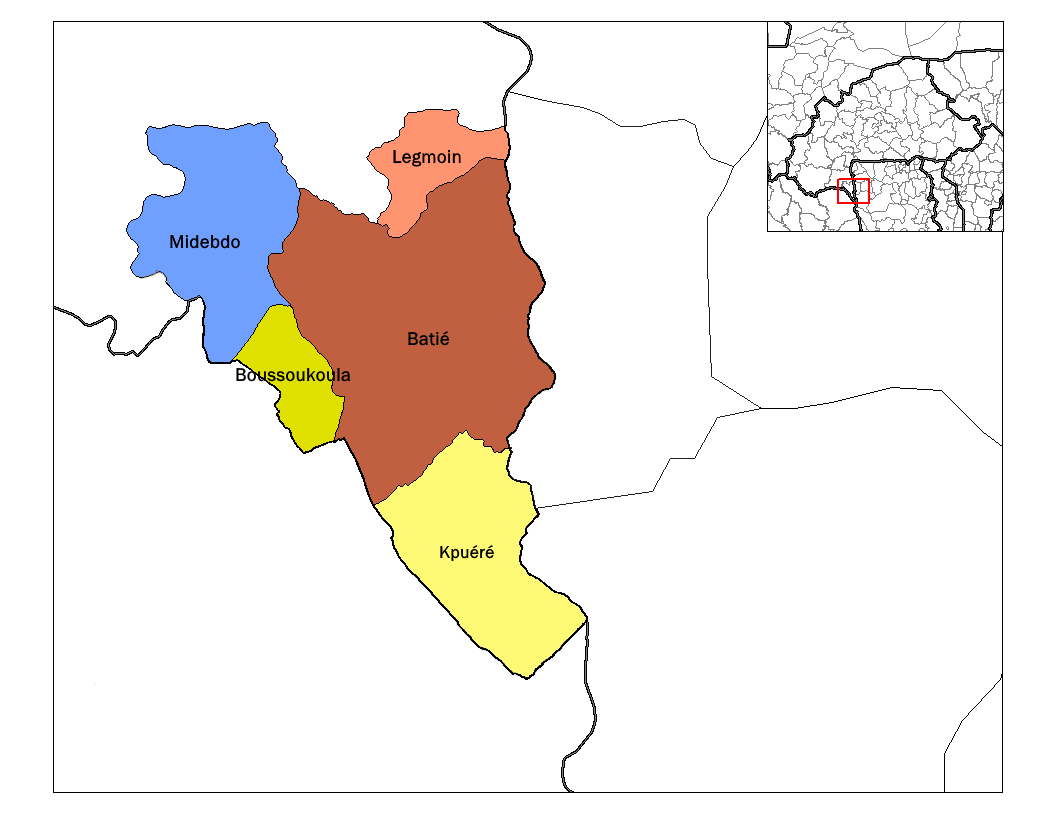
Carte des cinq départements de la province du Noumbiel, formant également le district sanitaire de Batié.

La province du Noumbiel est administrativement composée de cinq départements ou communes.
Quatre sont des communes rurales, Batié est une commune urbaine dont la ville chef-lieu, subdivisée en cinq secteurs urbains, est également chef-lieu de la province :
| Département ou commune     | Type de commune            | Subdivisions,                        | Chef-lieu                        | Population | Population | Population | Population |
| Département ou commune     | Type de commune            | Subdivisions,                        | Chef-lieu                        | Rec. 1996  | Est. 2003  | Rec. 2006  | Rec. 2019  |
| -------------------------- | -------------------------- | ------------------------------------ | -------------------------------- | ---------- | ---------- | ---------- | ---------- |
| Batié                      | urbaine                    | 1 ville (5 secteurs) et 56 villages  | Batié (chef-lieu de la province) | 23 296     | 25 833     | 31 963     | 44 525     |
| Boussoukoula               | rurale                     | 37 villages                          | Boussoukoula                     | 4 200      | 6 186      | 7 211      | 12 619     |
| Kpuéré                     | rurale                     | 14 villages                          | Kpuéré                           | 3 919      | 5 245      | 6 566      | 7 373      |
| Legmoin                    | rurale                     | 45 villages                          | Legmoin                          | 11 576     | 12 827     | 13 387     | 19 030     |
| Midebdo (ou Midèbdo)       | rurale                     | 52 villages                          | Midebdo (ou Midèbdo)             | 8 440      | 9 362      | 10 909     | 15 336     |
| 5 départements ou communes | 5 départements ou communes | 1 ville (5 secteurs) et 204 villages | Total                            | 51 431     | 59 453     | 70 036     | 98 883     |

## Santé et éducation
Les cinq communes de la province forment le district sanitaire de Batié au sein de la région.

## Médias
En février 2020, un émetteur radio installé à Batié permet de désenclaver la province de Noumbiel, qui peut désormais capter les ondes de la radio nationale RTB de la Radiodiffusion-Télévision du Burkina.